# Kenneth Hunt
Kenneth Reginald Gunnery Hunt (Oxford, Oxfordshire, 24 de febrer de 1884 – Heathfield, East Sussex, 8 d'abril de 1949) va ser un futbolista anglès que va competir a començaments del segle xx. Jugà com a defensa i en el seu palmarès destaca una medalla d'or en la competició de futbol dels Jocs Olímpics de Londres de 1908 i la Copa anglesa de futbol de 1907-08 amb el Wolverhampton Wanderers FC.
A la selecció britànica jugà un total de 4 partits, en què no marcà cap gol en els dos Jocs Olímpics que disputà, el 1908 i 1920. El 1911 jugà dos partits amb la selecció anglesa.